# Prasklice
Prasklice é uma comuna checa localizada na região de Zlín, distrito de Kroměříž.